# Golub-Dobrzyń

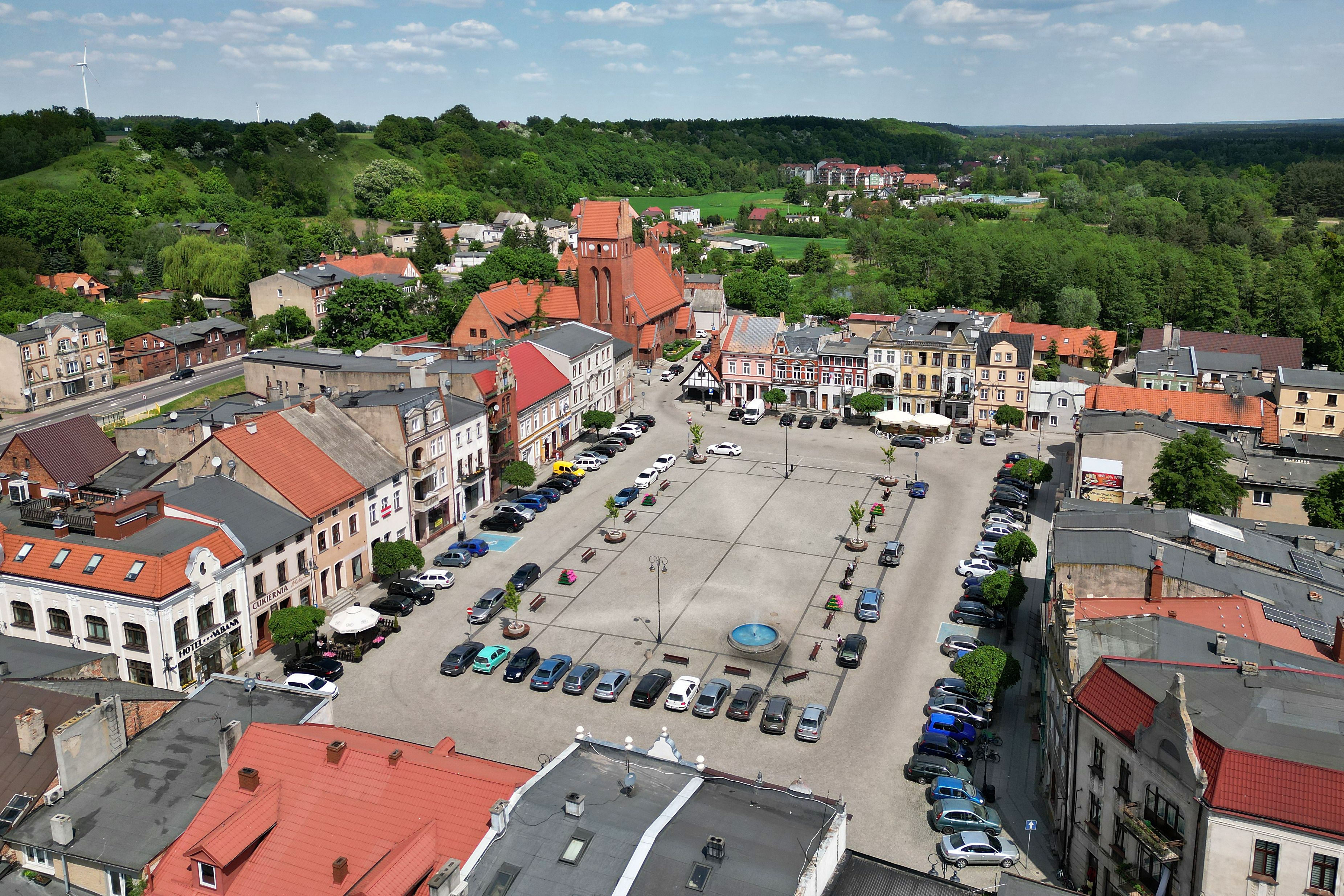
Rynek w Golubiu-Dobrzyniu

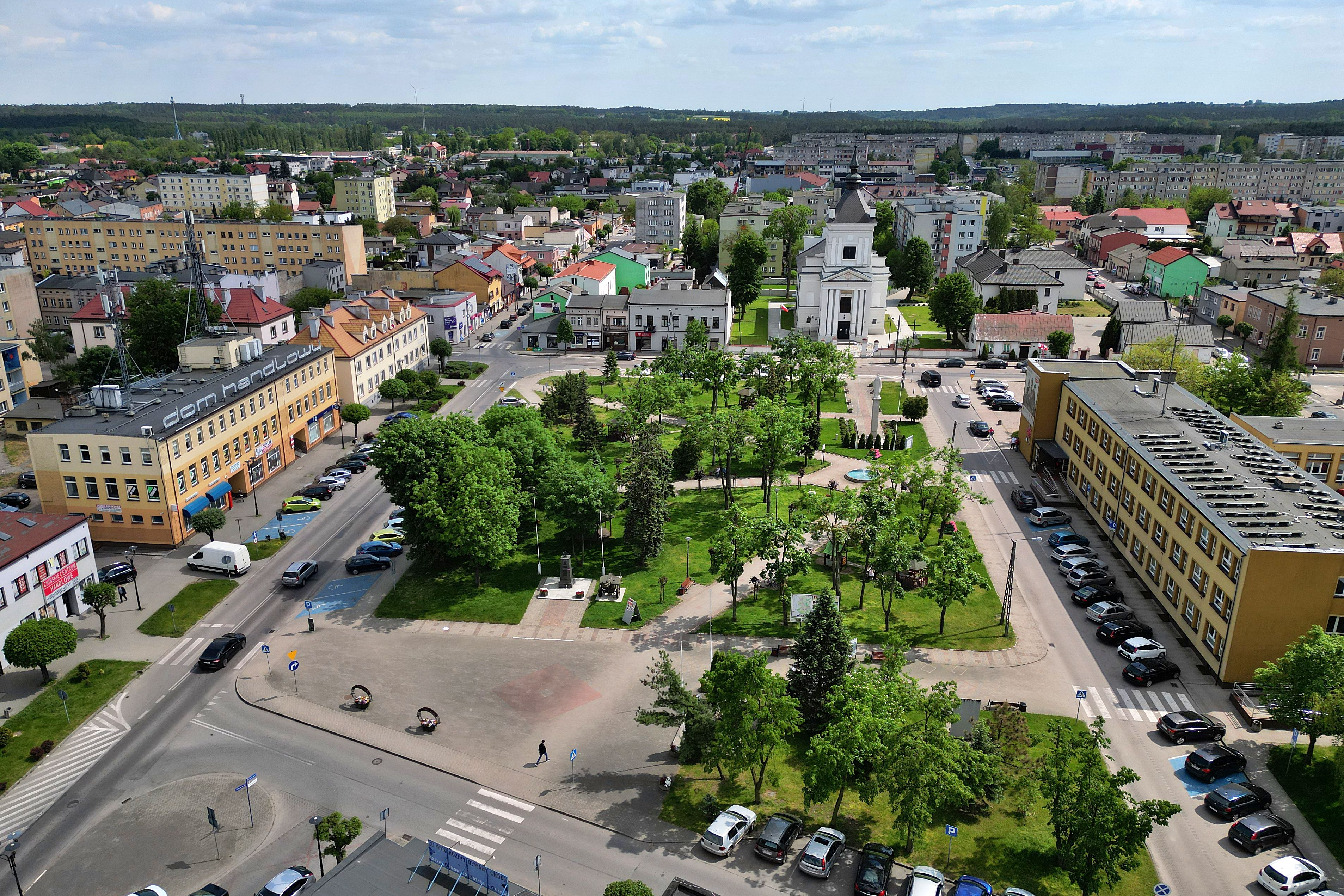
Plac Tysiąclecia w Golubiu-Dobrzyniu. Widoczny kościół św. Katarzyny i Urząd Miejski (po prawej)

Golub-Dobrzyń – miasto w Polsce położone w województwie kujawsko-pomorskim, siedziba powiatu golubsko-dobrzyńskiego i gminy wiejskiej Golub-Dobrzyń.
Golub-Dobrzyń powstał formalnie 15 maja 1951 (de facto już w 1941 roku) przez połączenie miast Golubia i Dobrzynia nad Drwęcą, leżących na przeciwległych brzegach Drwęcy.
Rzeka nie tylko oddzielała od siebie miasta, lecz także stanowiła linię graniczną między Polską a państwem zakonu krzyżackiego w latach 1231–1454; w latach 1466–1772 oddzielała woj. chełmińskie od ziemi dobrzyńskiej, a od 1815–1918 oddzielała zabór pruski od rosyjskiego.
Prawobrzeżny Golub był miastem już w XIV w., chociaż dokładna data ustanowienia jego praw miejskich nie jest znana. Pierwszy dokument lokacyjny zaginął już w średniowieczu. Wznowił go wielki mistrz zakonu krzyżackiego Michał Küchmeister w roku 1421. W 1772 r. znalazł się w zaborze pruskim, przejściowo w latach 1807–1815 w Księstwie Warszawskim, po czym ponownie w Królestwie Prus do 1918 r. Jest prawie sześć razy mniejszy od Dobrzynia; w 2011 roku liczył 1887 mieszkańców.
Lewobrzeżny Dobrzyń nad Drwęcą posiadał prawa miejskie w latach 1789–1870 i ponownie od 1919. W 1793 r. znalazł się w zaborze pruskim, od 1807 do 1815 w Księstwie Warszawskim, później w Królestwie Polskim do 1832 r., a następnie w Imperium Rosyjskim aż do 1918 r. Według danych z 2011 Dobrzyń miał 10 722 mieszkańców
W latach 1975–1998 miasto administracyjnie należało do województwa toruńskiego, a wcześniej w latach 1950–1975 do województwa bydgoskiego.
Według danych GUS z 31 grudnia 2023 roku Golub-Dobrzyń liczył 11 261 mieszkańców.

## Struktura powierzchni
Według danych z roku 2005 miasto Golub-Dobrzyń ma obszar 7,5 km², w tym:
- użytki rolne: 47%
- użytki leśne: 15%

co stanowi 1,22% powierzchni powiatu.

## Demografia

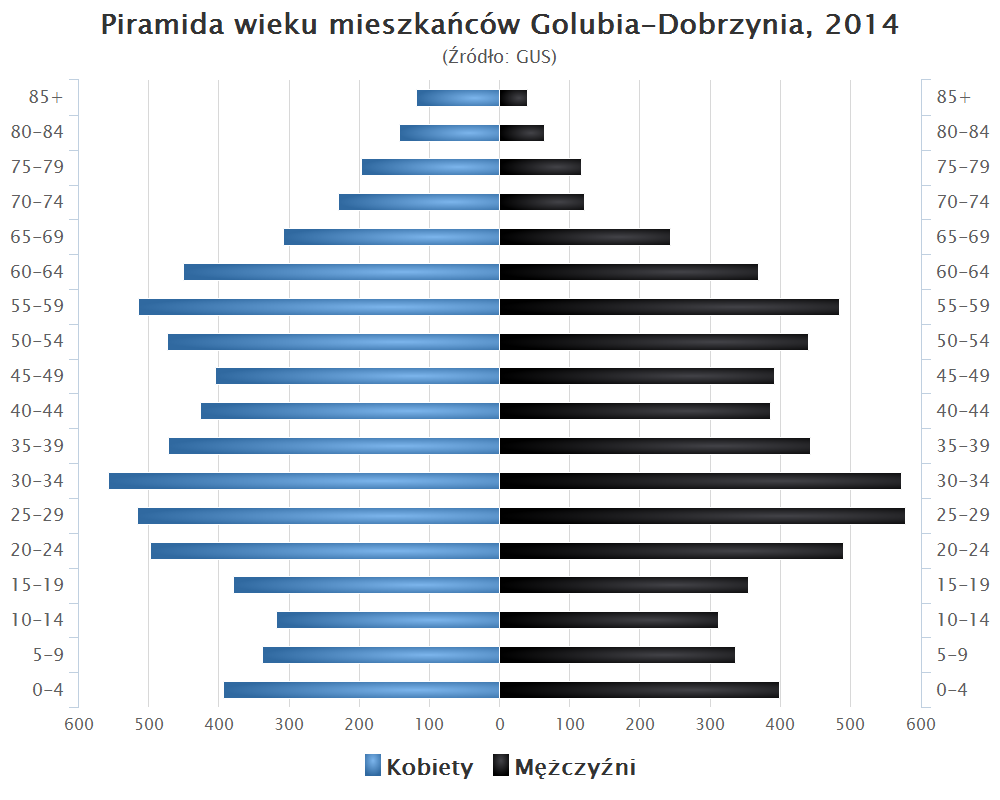
Piramida wieku mieszkańców Golubia-Dobrzynia w 2014 roku

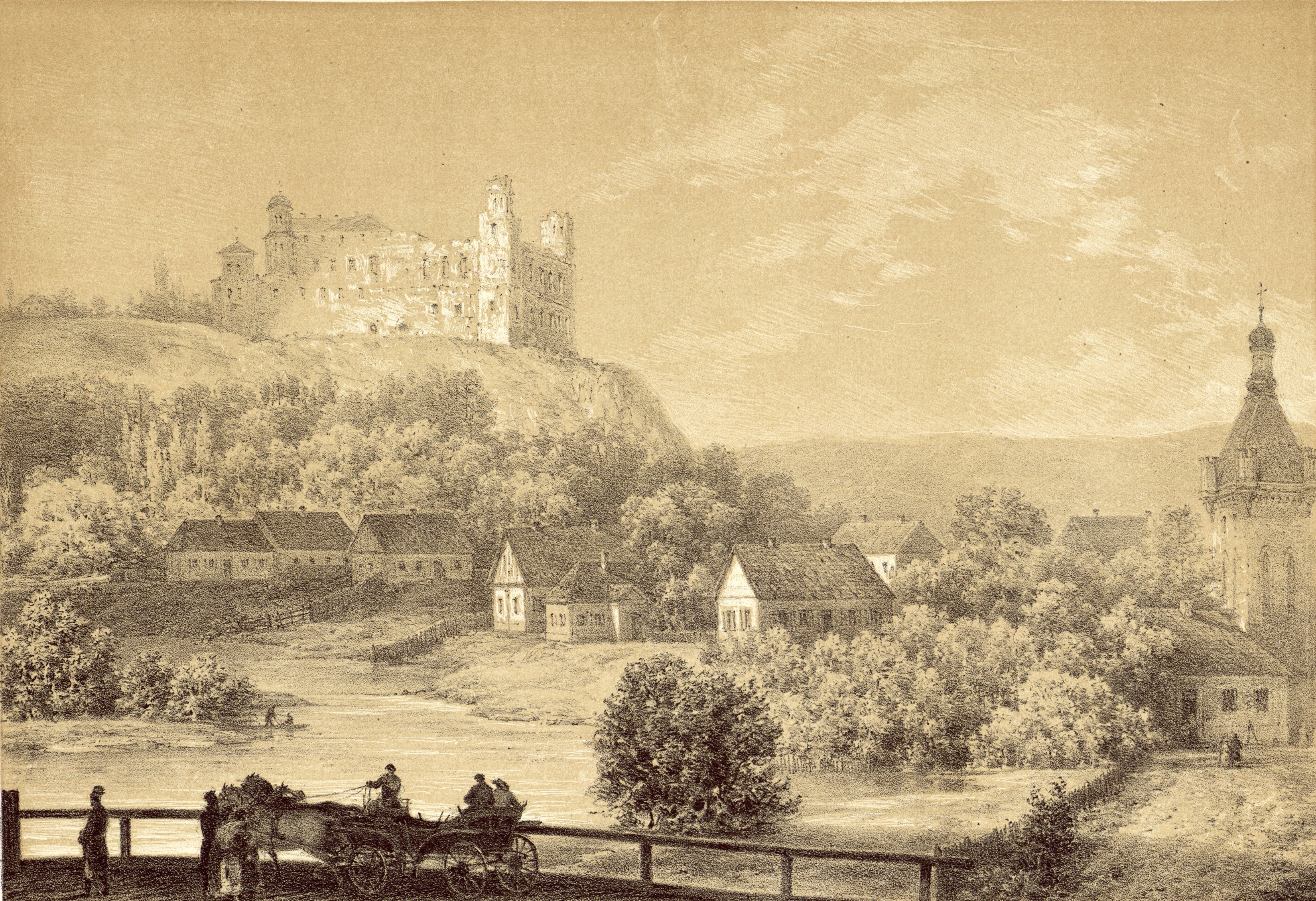
Golub na litografii Napoleona Ordy (1880)

Według danych z 1 stycznia 2006 miasto miało 13 057 mieszkańców. Na dzień 31 grudnia 2009 natomiast, liczba zamieszkujących Golub-Dobrzyń osób wynosiła 14 069.
Dane z 31 grudnia 2022:
| Opis                              | Ogółem | Ogółem | Kobiety | Kobiety | Mężczyźni | Mężczyźni |
| --------------------------------- | ------ | ------ | ------- | ------- | --------- | --------- |
| Jednostka                         | osób   | %      | osób    | %       | osób      | %         |
| Populacja                         | 11 443 | 100    | 6003    | 52,46   | 5440      | 47,54     |
| Gęstość zaludnienia [mieszk./km²] | 1525,7 | 1525,7 | 800,4   | 800,4   | 725,3     | 725,3     |

## Historia
Zobacz hasła Golub oraz Dobrzyń.

### Burmistrzowie
- Henryk Kowalski, burmistrz w latach 1990–1995; pierwszy po okresie Polski Ludowej
- Janina Tuszyńska, burmistrz w latach 1995–1998
- Bohdan Bartoszewski, burmistrz w latach 1998–2002
- Roman Tasarz, burmistrz w latach 2002–2014
- Mariusz Piątkowski, burmistrz w latach 2014–2024
- Dominika Piotrowska, burmistrz od 2024 r.

## Zabytki

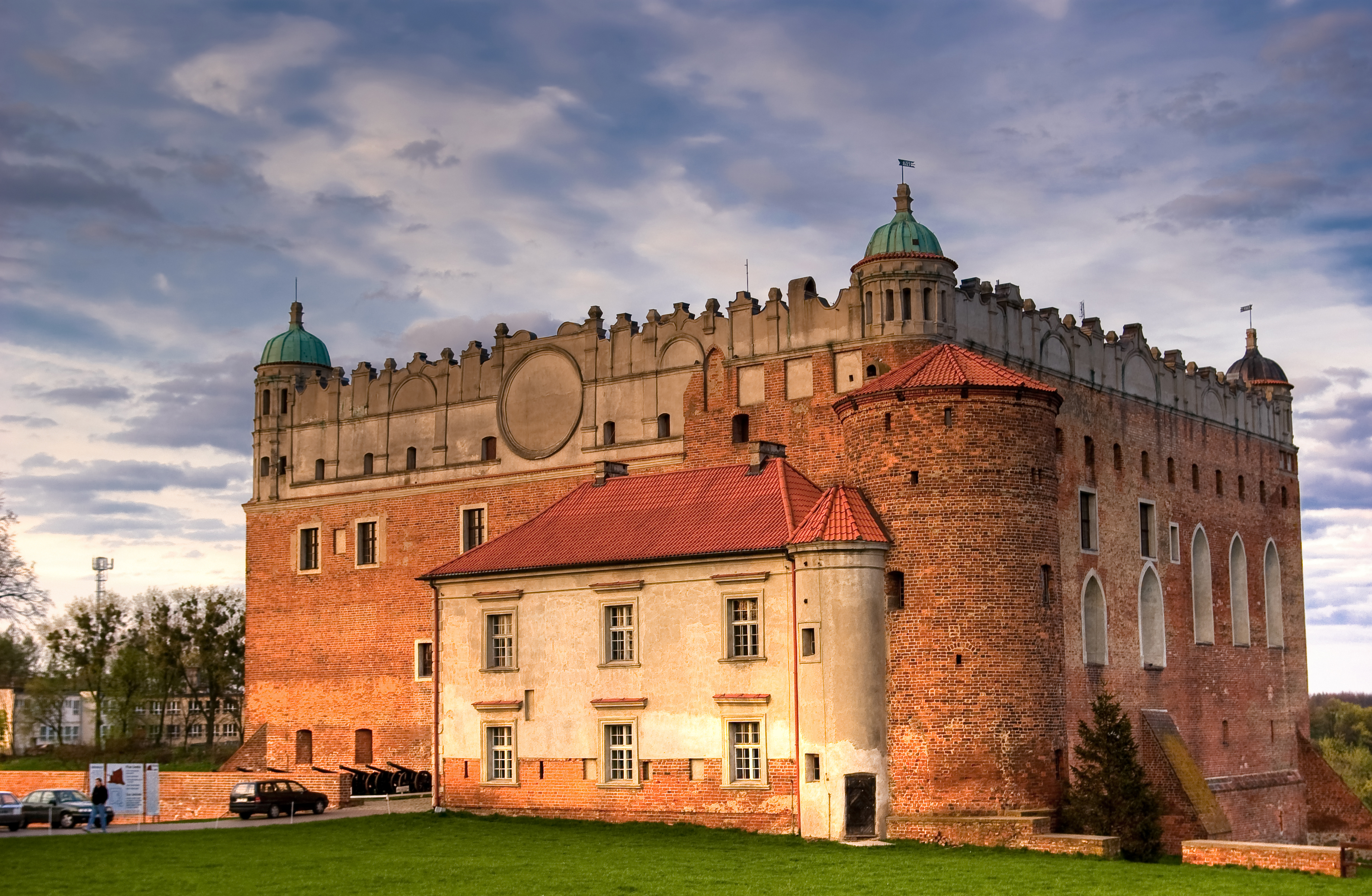
Zamek krzyżacki w Golubiu-Dobrzyniu

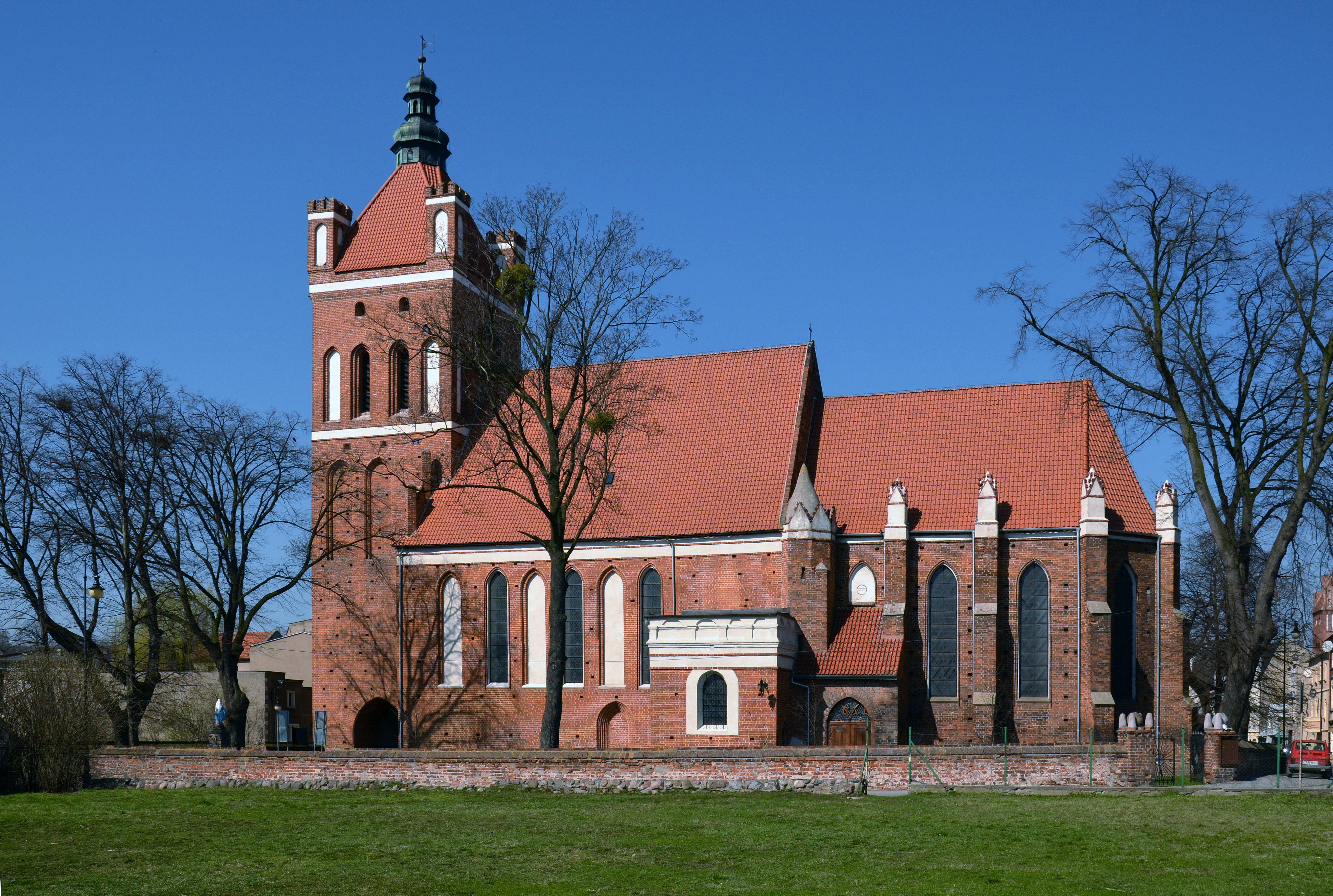
Kościół pw. św. Katarzyny w Golubiu

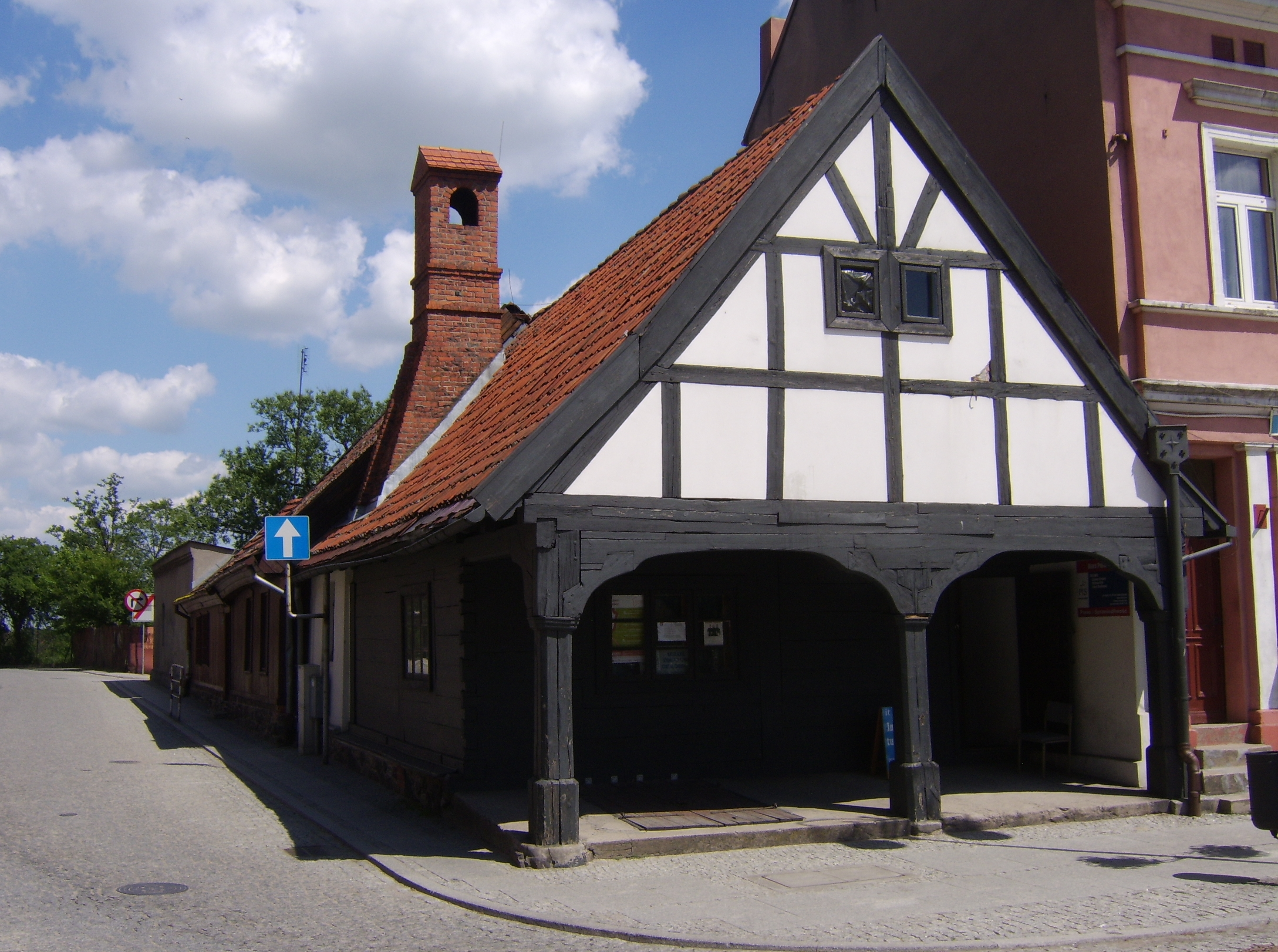
Dom „Pod Kapturem”

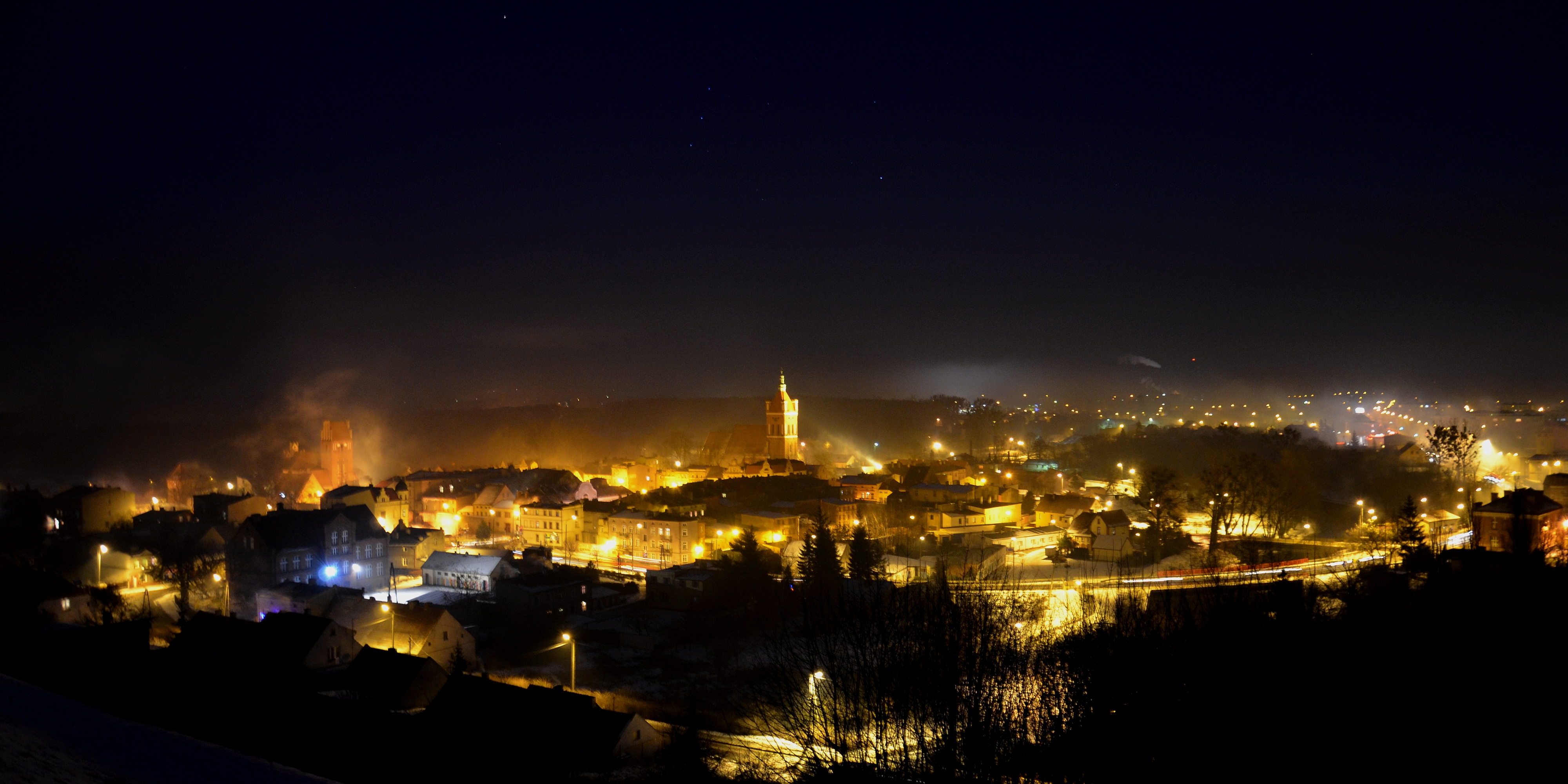
Golubska starówka nocą

Według rejestru zabytków NID na listę zabytków nieruchomych wpisane są:
- Zamek w Golubiu z XIV wieku, przebudowany w XVI i XVII wieku, nr rej.: A-149/65 z 18.10.1934
- Kościół św. Katarzyny w Golubiu z początku XIV w. w stylu gotyckim z renesansową kaplicą Kostków, parafialny, ul. Kościelna 13, nr rej.: A/341 z 22.04.1930
- Kościół św. Katarzyny w Dobrzyniu z 1823–1827 r., parafialny, Plac Tysiąclecia 14, nr rej.: A/494 z 31.08.1927 i z 23.01.1996, wewnątrz wyposażenie pochodzące częściowo ze zburzonego kościoła św. Mikołaja w Toruniu
- Mury obronne w Golubiu (fragmenty) z XIV i XV w. z zachowaną basztą, nr rej.: A/140/432 z 21.12.1959 (brak decyzji w KOBiDZ)
- Dom podcieniowy z 1771 r., Rynek 19, szachulcowy, nr rej.: A/581 z 2.07.1960
- kamienica, Rynek 35, XIV/XV, 1617, XIX-XX, nr rej.: A/1525 z 20.04.2009
- stare miasto w Golubiu, XIV, nr rej.: 366/124 z 17.09.1957

inne:
- zespół kamienic z XVIII i XIX w. w Golubiu
- kościół poewangelicki z 1909 r. w stylu neogotyckim w Golubiu
- Najmniejszy dzwon Zygmunta, uruchamiany na specjalne okazje
- W centrum Dobrzynia zachowane kwartały przedwojennej zabudowy

## Osiedla mieszkaniowe
- Stare Miasto
- Podzamek
- Osiedle Brodnickie
- Osiedle Młodych (Sahara, Żeromskiego)
- Osiedle Zwycięstwa
- Osiedle Leśne
- Osiedle Drwęckie
- Osiedle Panorama
- Osiedle Sokołowskie
- Osiedle Ruziec

## Sklepy sieciowe
- Biedronka
- Polo Market
- Intermarché, Bricomarché
- Netto
- Lidl
- Rossmann
- Pepco
- Dino
- Lewiatan
- Media Expert
- Odido
- 5.10.15
- Żabka
- Martes Sport
- CCC
- kaes.

## Edukacja
Przedszkola

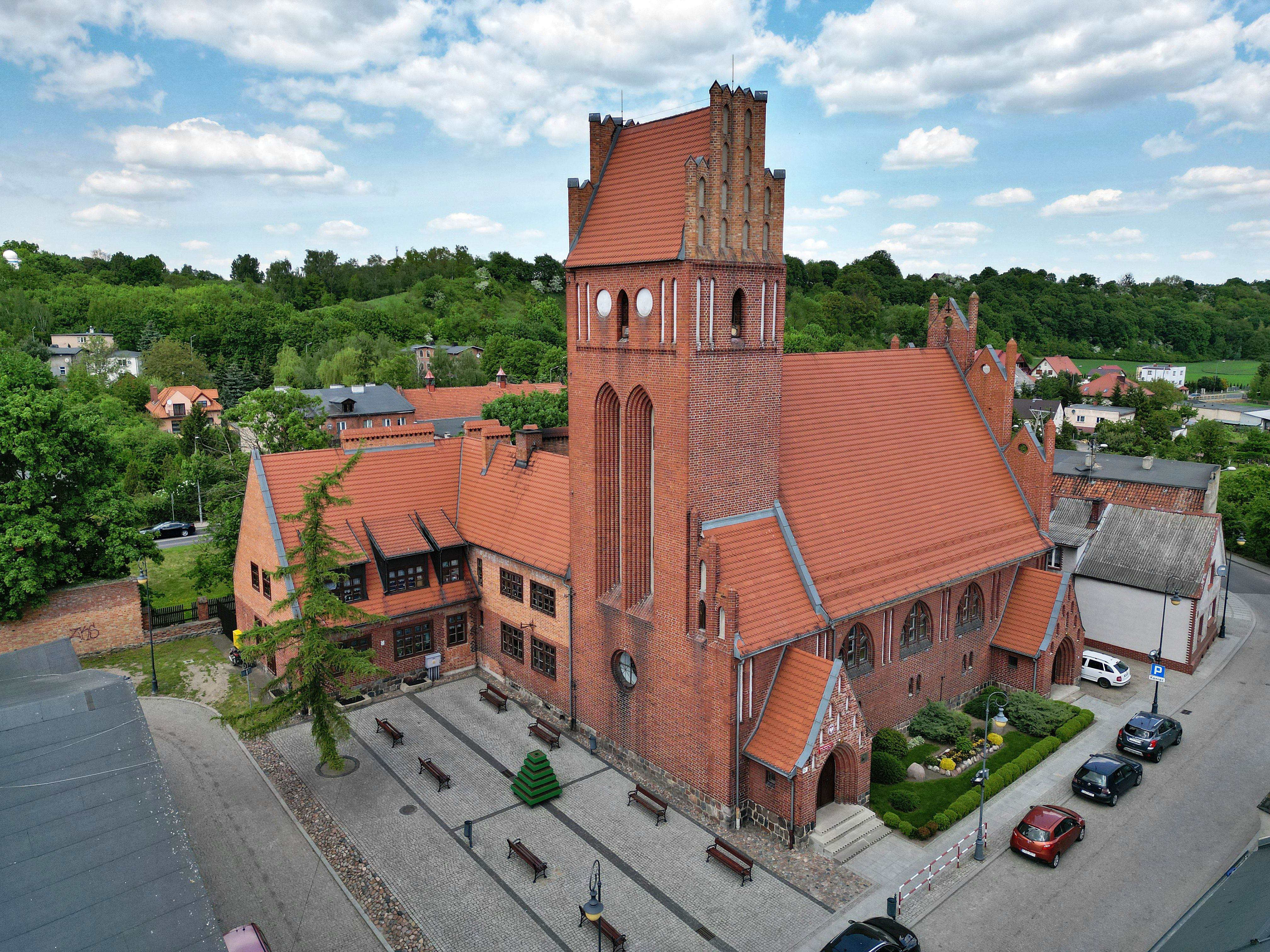
Kościół poewangelicki z 1909 r., obecnie siedziba szkoły podstawowej

- Przedszkole Publiczne nr 2 im. Marii Konopnickiej
- Niepubliczne Przedszkole im. Juliana Tuwima „Julianek”

Szkoły Podstawowe
- Szkoła Podstawowa nr 1 im. Konstytucji 3 Maja, ul. Zamkowa 19 oraz ul. Brodnicka 1
- Szkoła Podstawowa nr 2 im. Orła Białego w Zespole Szkół Miejskich, ul. Żeromskiego 11
- Specjalna Szkoła Podstawowa nr 3 w Zespole Szkół nr 3, ul. Konopnickiej 15

Szkoły ponadgimnazjalne
- Zespół Szkół nr 1 im. Anny Wazówny, ul. PTTK 28
  - Liceum Ogólnokształcące
  - Szkoła Policealna dla Dorosłych
- Zespół Szkół nr 2, ul. Kilińskiego 31
  - Liceum Ogólnokształcące
  - Technikum Rolnicze
  - Technikum Ekonomiczne
  - Technikum Architektury Krajobrazu
  - Technikum Organizacji Reklamy
  - Technikum Informatyczne
  - Branżowa Szkoła I Stopnia
- Zespół Szkół Miejskich w Golubiu-Dobrzyniu, ul. Żeromskiego 11
  - Szkoła Podstawowa nr 2 im. Orła Białego
  - Ogólnokształcąca Szkoła Sztuk Pięknych
- Szkoła Muzyczna I stopnia Res Facta Musica, ul. Żeromskiego 11
- Poradnia Psychologiczno-Pedagogiczna, ul. Żeromskiego 11
- Publiczna Szkoła Muzyczna I stopnia, ul. Konopnickiej 15

## Kultura
- Miejska i Powiatowa Biblioteka Publiczna im. Ks. K. Malinowskiego
  - Czytelnia, ul. Żeromskiego 11
  - Filia dla Dzieci i Młodzieży, ul. Żeromskiego 11
  - Filia Osiedle Młodych, ul. Mickiewicza 6
  - Wypożyczalnia, ul. Hallera 13
- Dom Kultury, ul. Hallera 13

## Związki wyznaniowe
Kościół rzymskokatolicki

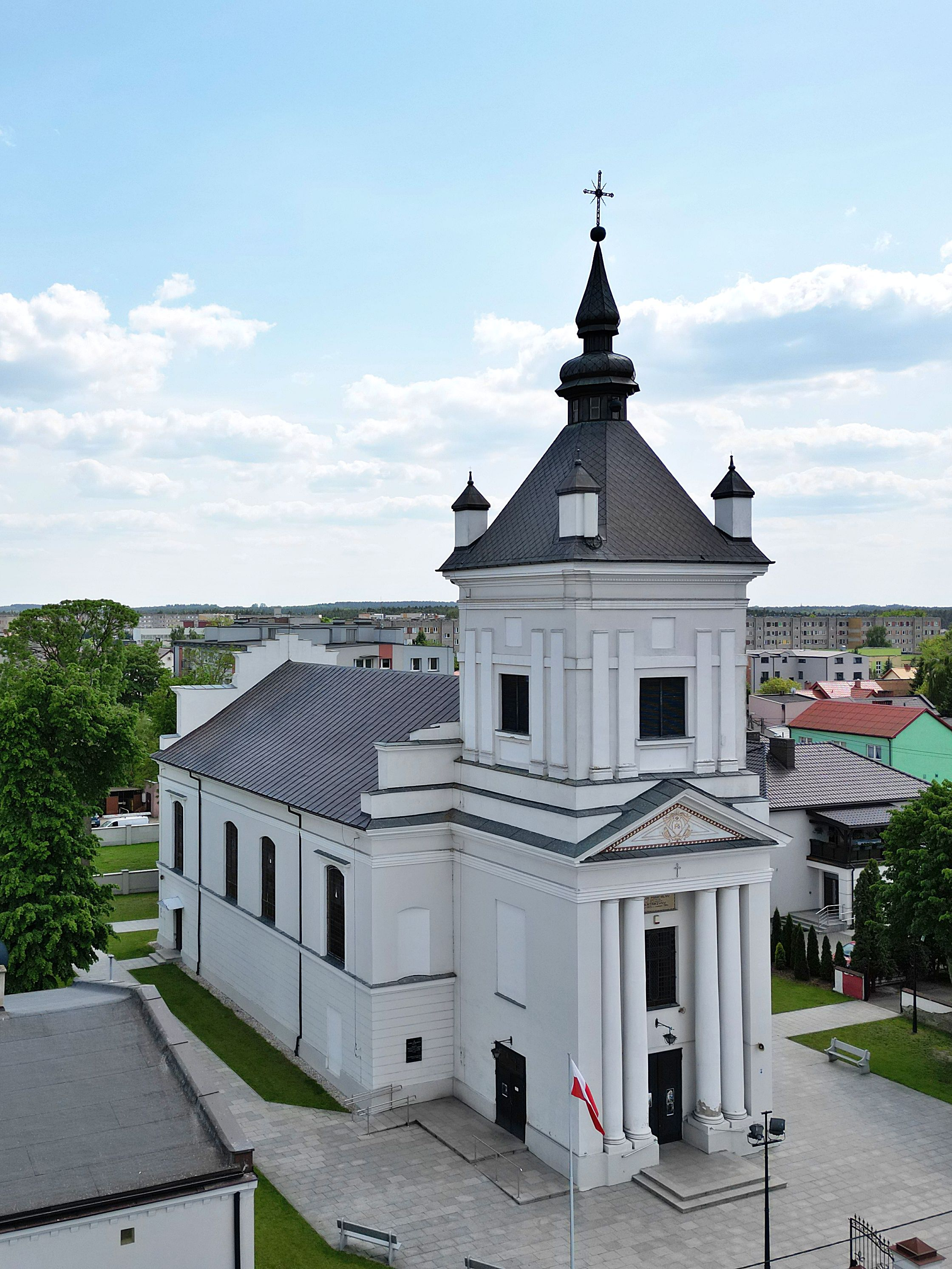
Kościół św. Katarzyny w Dobrzyniu

- Parafia św. Katarzyny w Golubiu-Dobrzyniu (Dobrzyń nad Drwęcą)[14]
- Parafia św. Katarzyny w Golubiu-Dobrzyniu (Golub)

Świadkowie Jehowy
- zbór (Sala Królestwa: Kowalewo Pomorskie, ul. Kilińskiego 2)[15]